# Władysław Wakuła
Władysław Ołehowycz Wakuła, ukr. Владислав Олегович Вакула (ur. 29 kwietnia 1999 w Berdyczowie) – ukraiński piłkarz grający na pozycji napastnika.

## Kariera piłkarska

### Kariera klubowa
Wychowanek Szkół Sportowych Darnycia Kijów, Dynamo Kijów oraz w Berdyczowie, Dniepropetrowsku, Winnicy i Charkowie, barwy których bronił w juniorskich mistrzostwach Ukrainy (DJuFL). Karierę piłkarską rozpoczął w zespole amatorskim SK Metalist Charków. Latem 2016 zasilił skład Stali Kamieńskie. 4 marca 2017 debiutował w młodzieżowej drużynie, a 5 sierpnia 2017 w podstawowej jedenastce Stali. 18 czerwca 2018 przeniósł się do FK Mariupol. 26 sierpnia 2019 podpisał kontrakt z Szachtarem Donieck, jednak pozostał w FK Mariupol na zasadach wypożyczenia.

### Kariera reprezentacyjna
6 września 2019 debiutował w młodzieżowej reprezentacji Ukrainy.